# Onthophagus tauroides
Onthophagus tauroides là một loài bọ cánh cứng trong họ Bọ hung (Scarabaeidae).